# Tetenhusen
Tetenhusen is een gemeente in de Duitse deelstaat Sleeswijk-Holstein, en maakt deel uit van de Kreis Schleswig-Flensburg.
Tetenhusen telt 942 inwoners.
Ahneby ·
Alt Bennebek ·
Arnis ·
Ausacker ·
Bergenhusen ·
Böel ·
Böklund ·
Bollingstedt ·
Boren ·
Borgwedel ·
Börm ·
Böxlund ·
Brebel ·
Brodersby ·
Busdorf ·
Dannewerk ·
Dollerup ·
Dollrottfeld ·
Dörpstedt ·
Eggebek ·
Ellingstedt ·
Erfde ·
Esgrus ·
Fahrdorf ·
Freienwill ·
Gelting ·
Geltorf ·
Glücksburg ·
Goltoft ·
Grödersby ·
Groß Rheide ·
Großenwiehe ·
Großsolt ·
Grundhof ·
Handewitt ·
Harrislee ·
Hasselberg ·
Havetoft ·
Hollingstedt ·
Holt ·
Hörup ·
Hürup ·
Husby ·
Hüsby ·
Idstedt ·
Jagel ·
Janneby ·
Jardelund ·
Jerrishoe ·
Jörl ·
Jübek ·
Kappeln ·
Klappholz ·
Klein Bennebek ·
Klein Rheide ·
Kronsgaard ·
Kropp ·
Langballig ·
Langstedt ·
Lindewitt ·
Loit ·
Lottorf ·
Lürschau ·
Maasbüll ·
Maasholm ·
Medelby ·
Meggerdorf ·
Meyn ·
Mittelangeln ·
Mohrkirch ·
Munkbrarup ·
Neuberend ·
Nieby ·
Niesgrau ·
Norderbrarup ·
Norderstapel ·
Nordhackstedt ·
Nottfeld ·
Nübel ·
Oersberg ·
Oeversee ·
Osterby ·
Pommerby ·
Rabel ·
Rabenholz ·
Rabenkirchen-Faulück ·
Ringsberg ·
Rügge ·
Saustrup ·
Schaalby ·
Schafflund ·
Scheggerott ·
Sleeswijk ·
Schnarup-Thumby ·
Schuby ·
Selk ·
Sieverstedt ·
Silberstedt ·
Sollerup ·
Sörup ·
Stangheck ·
Steinberg ·
Steinbergkirche ·
Steinfeld ·
Sterup ·
Stolk ·
Stoltebüll ·
Struxdorf ·
Süderbrarup ·
Süderfahrenstedt ·
Süderhackstedt ·
Süderstapel ·
Taarstedt ·
Tarp ·
Tastrup ·
Tetenhusen ·
Tielen ·
Tolk ·
Treia ·
Twedt ·
Uelsby ·
Ulsnis ·
Wagersrott ·
Wallsbüll ·
Wanderup ·
Wees ·
Weesby ·
Westerholz ·
Wohlde